# Frans Houben
Frans Houben (Heerlen, 4 luglio 1968) è un ex cestista olandese.

## Carriera
Con i Paesi Bassi ha disputato i Campionati europei del 1989.